# Masao Ueyama
Masao Ueyama (1910 – Shimonoseki, febbraio 1988) è stato un esperantista e scrittore giapponese.
Fu uno dei caposcuola della letteratura in esperanto all'interno del movimento esperantista del Giappone.
Ricevette diversi premi letterari, soprattutto grazie a due volumi di haiku redatti in collaborazione con Miyamoto Masao: Japana variacio ("Variazione giapponese", 1978) e Hajka antologio ("Antologia di haiku", 1981).
Scrisse inoltre la raccolta di poesie Por forvisxi la memoron pri ŝi ("Per cancellare il ricordo di lei", 1974) e le raccolte di novelle Ne grimacu ("Non fare smorfie", 1967), Pardonon! ("Scusa!", 1970) e Mi amas... ("Io amo", 1977).
Tradusse infine in esperanto il romanzo storico Kristo el bronzo ("Cristo dal bronzo") di Nagayo Yosio (1969).
Dal 1964 al 1980 collaborò attivamente alla rivista letteraria esperantista L'omnibuso, diffusa in Giappone, che contribuì a formare una nuova generazione di scrittori esperantisti nel paese.
| Controllo di autorità | VIAF (EN) 18892260 · ISNI (EN) 0000 0000 4297 1092 · LCCN (EN) n93042204 · GND (DE) 1223034267 |